# Église Saint-Trojan de Saint-Trojan-les-Bains
L’église Saint-Trojan est une église catholique située dans le bourg de la commune de Saint-Trojan-les-Bains sur l'île d’Oléron, dans le département français de la Charente-Maritime en région Nouvelle-Aquitaine.

## Historique
L'église dépendait autrefois de l'abbaye de Bassac,
- 6 juillet 1660 : Pose de la première pierre.
- 1661 : L'église est bénite.
- 1684 : L'autel est érigé.
- 1690 : La tribune est construite.
- 1818 : La chapelle du Rosaire est restaurée.
- 1824 : Le campanile est construit, la cloche est bénite.
- 1844 : L'église est reconstruite.
- 1884 : Le sanctuaire est restauré.
- 1889 : La grande sacristie est reconstruite.
- 1893 : La nef est décorée.

## Galerie de photos

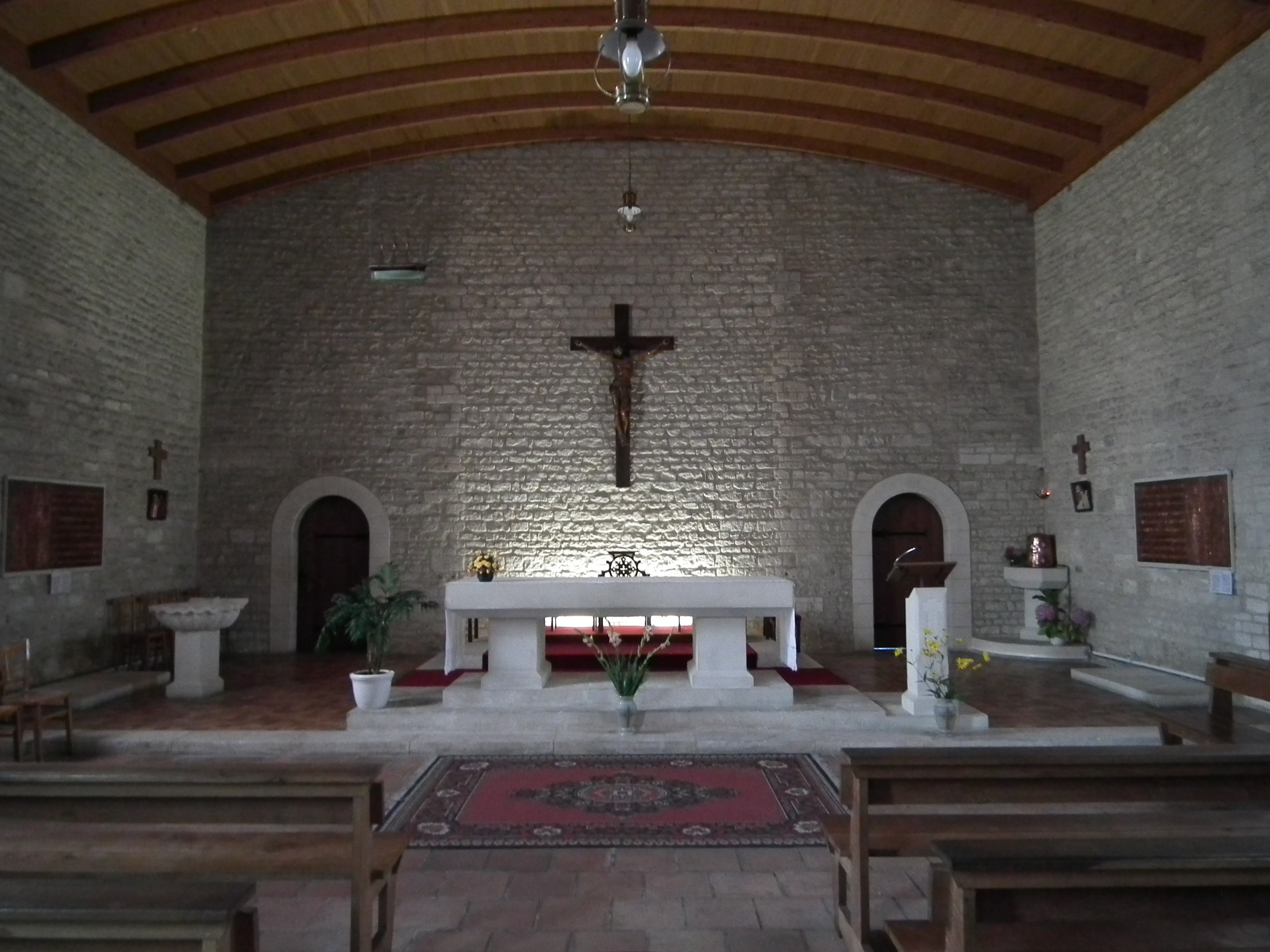
L'intérieur.